# Micrasema difficile
Micrasema difficile är en nattsländeart som beskrevs av Martin E. Mosely 1934. Micrasema difficile ingår i släktet Micrasema och familjen bäcknattsländor. Inga underarter finns listade i Catalogue of Life.